# Giorgio di Napoli
Giorgio di Napoli (... – 739) fu Duca di Napoli per un decennio, dal 729 al 739.

## Biografia
Succedette a Teodoro I, continuando la sua politica prudente di equilibrio tra Bisanzio, cui formalmente il Ducato dipendeva e Roma, verso cui l'imperatore aveva alcuni anni prima scatenato la guerra iconoclasta.
Difese la costa tirrenica, da Terracina, a nord di Gaeta, fino a Palermo. Proprio a Terracina vi è un antico monumento a lui dedicato.
Alla sua morte, nel 739, divenne Duca Gregorio I.